# Ordre de bataille
Ordre de bataille (z fr. porządek bitewny, w skrócie Odeb, również skład bojowy) – schemat organizacyjny wojsk lub ich części.
Pierwotnie termin oznaczał rozkaz dowódcy o ustawieniu wojsk przed bitwą. Z czasem termin rozszerzył się na każdy plan organizacji wojsk, także w warunkach pokojowych i używany jest w tym znaczeniu w piśmiennictwie wojskowym. Angielskim odpowiednikiem jest order of battle (OOB).
Odeb rysowany był zwykle za pomocą znaków konwencjonalnych, ustalonych dla wszystkich jednostek i formacji wojskowych, z jednoczesnym uwidocznieniem ich wzajemnej podległości.
Współcześnie w Siłach Zbrojnych Rzeczypospolitej Polskiej termin ten nie jest używany.